# Горно Връбно
Горно Връбно (на сръбски: Горње Врбно) е село в Босна и Херцеговина, разположено в община Требине, в ентитета на Република Сръбска. Населението му според преброяването през 2013 г. е 21 души, от тях: 21 (100,00 %) сърби.

## Население
Численост на населението според преброяванията през годините:
- 1961 – 87 души
- 1971 – 67 души
- 1981 – 48 души
- 1991 – 27 души
- 2013 – 21 души